# Mikhaïl Borodine
Pour les articles homonymes, voir Borodine (homonymie).
Mikhaïl Markovitch Borodine (en russe : Михаил Маркович Бородин) né Mikhaïl Gruzenberg, né le 9 juillet 1884 à Ianovitchi (Russie, aujourd'hui en Biélorussie), mort en déportation en Sibérie le 29 mai 1951, est un homme politique et journaliste soviétique.

## Biographie
Né dans une famille juive de la région de Vitebsk, ayant adhéré au POSDR en 1903, Borodine est arrêté en 1906 par la police tsariste. Libéré peu après, il part à l'étranger et vit près de dix ans aux États-Unis. Il y suit les cours de l'université de l'Indiana et fonde durant cette période une école pour les émigrés russes à Chicago.
Il retourne en Russie après la révolution de 1917 pour se mettre au service de Lénine. Le chef bolchévique sait immédiatement tirer parti des connaissances de ce militant expérimenté. Borodine est donc envoyé comme agent du Komintern en Scandinavie, au Mexique, en Espagne, en Turquie et au Royaume-Uni, pays dans lesquels il contribue, avec des résultats variables, à réorganiser et structurer les partis communistes.

### Conseiller du Guomindang en Chine
En 1923, Borodine change totalement de continent. Il va dès lors jouer un rôle essentiel dans l'évolution politique de la Chine où le parti l'envoie, à la suite de la mission Joffe, pour conseiller le président Sun Yat-sen qui exerce son pouvoir sur une partie de la Chine méridionale, avec l'appui de son parti nationaliste, le Kuomintang. Sun a besoin de l'appui soviétique pour éliminer les seigneurs de la guerre qui mettent le pays en coupe réglée et empêche son développement. De son côté, l'URSS qui tente de rompre l'isolement diplomatique dans lequel elle se trouve depuis la victoire de la révolution, vise aussi à l'exporter dans ces pays proches alors en démarrage économique.
Très efficacement, Borodine contribue à faire du Kuomintang, une structure organisée sur le mode bolchevique, renforçant son efficacité dans le combat qui se prépare pour unifier le pays. En 1924, le premier congrès national du Kuomintang réorganisé confirme la politique d'alliance avec l'Union soviétique. Borodine soutient l’armée nationaliste en l'aidant à créer l’Académie de Huangpu. Parallèlement Moscou détache des conseillers militaires comme Aleksandr Cherepanov, puis Pavlov (qui se noie accidentellement deux mois après son arrivée à Canton) et enfin le général Vassili Blücher (qui utilise alors le pseudonyme de Galen forgé selon le prénom de sa femme). Borodine dirige l'ensemble des Soviétiques envoyés en Chine méridionale. À cette époque, il est accompagné à Canton par Hô Chi Minh, le futur leader vietnamien, qui a alors adopté le pseudonyme de Ly Thuy, et qui lui sert de secrétaire-interprète.
À la mort de Sun Yat-sen en mars 1925, Tchang Kaï-chek, qui revient d'une période de formation militaire à Moscou, est nommé commandant de l'école de Huangpu. Tchang reprend à son compte le projet de Sun Yat-sen  de réaliser l'unité du pays en prenant le contrôle de la Chine centrale et de la Chine du Nord. Pour cela, il maintient l'alliance du Premier front uni chinois avec le Parti communiste chinois.

### La rupture avec le Guomindang
Un premier incident grave, en mars 1926, va mettre à mal les relations des conseillers soviétiques (et de leurs alliés de la gauche du Kuomintang) avec Tchang Kaï-shek. Borodine, absent de Canton à ce moment, apprend que Tchang a arrêté l'ensemble des conseillers soviétiques dont le responsable d'une mission d'inspection en Chine,  Andreï Boubnov. Tchang aurait cru que les communistes auraient tenté de l'enlever sur une petite canonnière, le Zhong Shan.
Borodine réussit à renouer avec Tchang Kaï-Chek, mais leur alliance est désormais très fragile. Le 9 juillet 1926, devant cent mille soldats de l'Armée nationale révolutionnaire (ANR), formée en partie par les anciens élèves de l'Académie militaire de Huangpu et équipée par du matériel russe, Tchang fait un discours marquant le début officiel de l'expédition en présence de Borodine et de Blücher.
En mars 1927, alors que les troupes nationalistes progressent, le leader chinois rompt l'alliance avec le Parti communiste chinois, lorsqu'il provoque, aidé par la triade de la Bande Verte, le massacre de Shanghai, il commence à éliminer ses partisans d’abord à Canton puis à Hankou.
Pour les conseillers soviétiques, cette volte-face de Tchang Kaï-chek ne remet pas immédiatement en cause leur présence en Chine. Désormais, durant quelques mois, Borodine va jouer la carte de Wang Jingwei, opposant de gauche à l'intérieur du Kuomintang, qui tente de créer à Wuhan un gouvernement rival de celui de Tchang Kaï-chek.
Brutalement rappelé à Moscou, Borodine ne joue dès lors plus aucun rôle d’importance. Il échappera aux purges lancées avant la guerre par Staline contre les partisans de Zinoviev, souvent issus des rangs du Komintern. Il dirigera prudemment l'agence Tass et l'édition du Moscow Daily News de 1932 à la fin des années 1940. En 1949, les campagnes contre les « juifs cosmopolites » qui s'intensifient en URSS lui seront malgré tout fatales. Arrêté pour ses origines juives, Borodine, qui avait connu en Chine une puissance politique et militaire extraordinaire durant la courte période de sa mission, meurt peu après, presque anonyme, dans un camp de travail près d'Irkoutsk.

## André Malraux et la mission Borodine
Borodine est un personnage du roman d'André Malraux, les Conquérants (1928), ce qui a contribué à donner à cet agent du Komintern une certaine célébrité hors d'Union soviétique. Toujours sujet à l'exagération quant à ses rencontres et expériences personnelles, l'écrivain se présente ainsi lors de la première publication, en Allemagne et en feuilleton, de son livre : « commissaire du Kuomintang [Guomindang] » pour la Cochinchine, puis pour l'Indochine (1924-1925), « délégué à la propagande auprès de la direction du Mouvement national à Canton sous Borodine » (1925).
Il est certain que Malraux n'a jamais rencontré son héros. Son seul contact en 1925 avec la Chine, à Hong Kong, a duré quelques jours en août, l'objet du voyage étant de trouver des caractères d'imprimerie pour le journal qu'il voulait faire reparaître en Indochine. Pour autant, la mystification a convaincu jusqu'à Trotski, qui, en 1931, accusa Malraux d'avoir été « l'un de ceux qui portent la responsabilité de l'étranglement de la révolution chinoise » tandis que le même Trotski considérait Borodine comme l'archétype du bureaucrate soviétique, fossoyeur du mouvement bolchévique.